# Rhinophoridae
Rhinophoridae es una familia de dípteros braquíceros con unas 150 especies de distribución mundial.
Son moscas pequeñas, delgadas, cons setas ásperas. Están relacionadas filogenéticamente a la familia. Tachinidae, aunque algunos autores la consideran más reladionadda a Calliphoridae. Las larvas son en general parasitoides de cochinillas de la humedad, escarabajos, arañas y otros artrópodos, y ocasinalmente de caracoles.
En 2020,se colocaban 33 géneros en esta familia, con un total 177 especies.

## Géneros
Se reconocen los siguientes:
- Acompomintho Villeneuve, 1927[3]
- Apomorphyto Cerretti, Lo Giudice & Pape, 2014
- Aporeomyia Pape & Shima, 1993
- Axinia Colless, 1994[1]
- Azaisia Villeneuve, 1939[4]
- Baniassa Kugler, 1978[5]
- Bezzimyia Townsend, 1919
- Bixinia Cerretti, Lo Giudice & Pape, 2014
- Comoromyia Crosskey, 1977
- Kinabalumyia Cerretti & Pape, 2020
- Macrotarsina Schiner, 1857[6]
- Malayia Malloch, 1926
- Marshallicona Cerretti & Pape, 2020
- Maurhinophora Cerretti & Pape, 2020
- Melanomyoides Crosskey, 1977
- Melanophora Meigen, 1803
- Metoplisa Kugler, 1978
- Neotarsina Cerretti & Pape, 2020
- Oplisa Róndani, 1862[7]
- Parazamimus Verbeke, 1962
- Paykullia Robineau-Desvoidy, 1830[8]
- Phyto Robineau-Desvoidy, 1830[8]
- Queximyia Crosskey, 1977
- Rhinodonia Cerretti, Lo Giudice & Pape, 2014
- Rhinomorinia Brauer & von Bergenstamm, 1889[9]
- Rhinopeza Cerretti, Lo Giudice & Pape, 2014
- Rhinophora Robineau-Desvoidy, 1830[8]
- Shannoniella Townsend, 1939[10]
- Stevenia Robineau-Desvoidy, 1830[8]
- Tricogena Róndani, 1856[11]
- Tromodesia Róndani, 1856[11]
- Trypetidomima Townsend, 1919
- Ventrops Crosskey, 1977